# Ellen Hogerwerf
Elisabeth (Ellen) Hogerwerf (Gouda, 10 februari 1989) is een voormalige Nederlands roeister. Zij kwam voor Nederland driemaal uit bij de Olympische Zomerspelen (2012, 2016, 2020). Op de Olympische Zomerspelen van 2020 behaalde ze in de vier-zonder de zilveren medaille, waarna ze op 32-jarige haar carrière heeft beëindigd.

## Loopbaan
Ellen Hogerwerf is geboren in Gouda en opgegroeid in Haastrecht. De 1,82 meter lange Hogerwerf begon moet roeien in 2007 bij D.S.R. Proteus-Eretes. Bij de wereldkampioenschappen onder 23 van 2010 eindigde ze met de vier-zonder op de vijfde plaats. In 2011 won ze op het WK onder 23 met Inge Janssen de bronzen medaille in de twee-zonder. Op de wereldkampioenschappen voor senioren van 2011 won ze in de vier-zonder (met Wianka van Dorp, Olivia van Rooijen en Femke Dekker) de bronzen medaille. In 2012 vormden Inge Janssen en Ellen Hogerwerf een dubbel-twee, waarmee ze op de Olympische Spelen in 2012 naar de achtste plaats roeide.
Op de Europese kampioenschappen van 2013 behaalde Chantal Achterberg en Ellen Hogerwerf de zevende plaats in de dubbel-twee. Drie maanden later stapte Hogerwerf op de wereldkampioenschappen van 2013 met Olivia van Rooijen in de twee-zonder stuurvrouw en behaalde de vijfde plaats. In 2014 begon Hogerwerf in de dubbel-vier, waarmee ze de vierde plaats behaalde op de Europese kampioenschappen van 2014 in Belgrado en de zevende plaats op de wereldkampioenschappen van 2014 in Amsterdam. In 2015 stapte Hogerwerf opnieuw met Olivia van Rooijen in de twee-zonder stuurvrouw, waarmee ze op de Europese kampioenschappen van 2015 de zilveren medaille behaalden. Op de wereldkampioenschappen van 2015 legde ze eveneens in de twee-zonder beslag op de negende plaats. Daarnaast was ze op het WK van 2015 ook onderdeel van de Nederlandse acht, waarmee ze zesde werd. In het olympische seizoen van 2016 kreeg Hogerwerf in plek in de Nederlandse acht en won daarmee een zilveren medaille op de Europese kampioenschappen van 2016. Twee weken later kwalificeerde zich in Luzern met de acht als laatste boot voor de Olympische Zomerspelen in Rio de Janeiro. Daar bereikte ze in de acht de zesde plaats. Dit voelde voor Hogerwerf als een deceptie en ze besloot daarom om voorlopig te stoppen met roeien en haar pakte studie werktuigbouwkunde weer op te pakken. Na een jaar ging de in Gouda geboren Hogerwerf weer mee op trainingskamp en werd de huidige vier-zonder gevormd.
Na een jaar pauze ging Hogerwerf in 2018 weer mee op trainingskamp en kreeg ze weer in de plekje in de acht, waarmee ze de wereldbekerwedstrijden van dat jaar in Belgrado en Linz won. Op de Europese kampioenschappen van 2018 legde ze beslag op de derde plaats achter de Roemeense en de Britse vrouwen. Zes weken later bereikte ze op de wereldkampioenschappen van 2018 in Plovdiv met Nederland, als beste Europese land de vierde plaats. In 2019 trad ze op de Europese kampioenschappen in Luzern aan in de vier-zonder stuurvrouw, in de bezetting Ellen Hogerwerf, Karolien Florijn, Ymkje Clevering en Veronique Meester en won de gouden medaille voor de Roemeense vrouwen. Drie maanden later, bij de wereldkampioenschappen in Linz behaalde de Nederlandse vier-zonder zilver achter de Australische vrouwen. In het olympische jaar 2020 kondigde ze aan, afscheid te nemen na de Olympische Spelen van Tokio in datzelfde jaar. In 2020 verdedigde ze met de vier-zonder stuurvrouw de Europese titel. Vanwege de coronapandemie werden de Olympische Spelen van Tokio echter een haar uitgesteld en besloot ze haar carrière met nog een jaar te verlengen. Op de Europese kampioenschappen van 2021 slaagde ze er met de vier-zonder erin om voor de derde achtereenvolgende keer de titel de pakken. Op de in juli 2021 gehouden Olympische Zomerspelen van 2020, won Hogerwerf met de vier-zonder de zilveren medaille achter de Australische vrouwen.

## Resultaten

### Olympische Zomerspelen
| Jaar | Plaats         | Resultaten           | Teamgenoten                                                          |
| ---- | -------------- | -------------------- | -------------------------------------------------------------------- |
| 2012 | Londen         | 8e in de dubbel-twee | Janssen                                                              |
| 2016 | Rio de Janeiro | 6e in de acht        | van Dorp/Belderbos/Rustenburg/van Veen/Souwer/Lanz/van Rooijen/Noort |
| 2021 | Tokio          | in de vier-zonder    | Florijn/Clevering/Meester                                            |

### Wereldkampioenschappen
| Jaar | Plaats              | Resultaten                         | Teamgenoten                                                         |
| ---- | ------------------- | ---------------------------------- | ------------------------------------------------------------------- |
| 2011 | Bled                | in de vier-zonder                  | van Dorp/van Rooijen/Dekker                                         |
| 2013 | Chungju             | 5e in de twee-zonder               | van Rooijen                                                         |
| 2014 | Amsterdam           | 7e in de dubbel-vier               | Achterberg/van Rooijen/Bouw                                         |
| 2015 | Aiguebelette-le-Lac | 9e in de twee-zonder               | van Rooijen                                                         |
| 2015 | Aiguebelette-le-Lac | 6e in de acht                      | Lanz/Souwer/Jorritsma/van Veen/Belderbos/van Dorp/van Rooijen/Noort |
| 2018 | Plovdiv             | 4e in de acht                      | Oldenburg/Jorritsma/van Veen/Clevering/Lanz/Bouw/Wielaard/Noort     |
| 2019 | Ottensheim          | in de vier-zonder                  | Florijn/Clevering/Meester                                           |
| 2021 | Shanghai            | Afgelast vanwege de coronapandemie | Afgelast vanwege de coronapandemie                                  |

### Europese kampioenschappen
| Jaar | Plaats                 | Resultaten           | Teamgenoten                                                          |
| ---- | ---------------------- | -------------------- | -------------------------------------------------------------------- |
| 2013 | Sevilla                | 7e in de dubbel-twee | Achterberg                                                           |
| 2014 | Belgrado               | 4e in de dubbel-vier | van Rooijen/Belderbos/Bouw                                           |
| 2015 | Poznań                 | in de twee-zonder    | van Rooijen                                                          |
| 2016 | Brandenburg a.d. Havel | in de acht           | van Dorp/Souwer/Rustenburg/van Veen/Belderbos/Lanz/van Rooijen/Noort |
| 2018 | Glasgow                | in de acht           | Oldenburg/Rustenburg/van Veen/Clevering/Lanz/Jorritsma/Bouw/Fetter   |
| 2019 | Luzern                 | in de vier-zonder    | Florijn/Clevering/Meester                                            |
| 2020 | Poznań                 | in de vier-zonder    | Florijn/Clevering/Meester                                            |
| 2021 | Varese                 | in de vier-zonder    | Florijn/Clevering/Meester                                            |

### Wereldbeker
| Jaar | Plaats              | Resultaten                         | Teamgenoten                                                           |
| ---- | ------------------- | ---------------------------------- | --------------------------------------------------------------------- |
| 2011 | München             | Niet deelgenomen                   | Niet deelgenomen                                                      |
| 2011 | Hamburg             | Niet deelgenomen                   | Niet deelgenomen                                                      |
| 2011 | Luzern              | Niet deelgenomen                   | Niet deelgenomen                                                      |
| 2012 | Belgrado            | 6e in de dubbel-twee               | Janssen                                                               |
| 2012 | Luzern              | Niet deelgenomen                   | Niet deelgenomen                                                      |
| 2012 | München             | 8e in de dubbel-twee               | Janssen                                                               |
| 2013 | Sydney              | Niet deelgenomen                   | Niet deelgenomen                                                      |
| 2013 | Eton                | Niet deelgenomen                   | Niet deelgenomen                                                      |
| 2013 | Luzern              | 5e in de twee-zonder               | van Rooijen                                                           |
| 2014 | Sydney              | Niet deelgenomen                   | Niet deelgenomen                                                      |
| 2014 | Aiguebelette-le-Lac | 7e in de dubbel-vier               | van Rooijen/Bouw/Beukers                                              |
| 2014 | Luzern              | 5e in de dubbel-vier               | van Rooijen/Bouw/Beukers                                              |
| 2015 | Bled                | in de twee-zonder                  | van Rooijen                                                           |
| 2015 | Varese              | Niet deelgenomen                   | Niet deelgenomen                                                      |
| 2015 | Luzern              | 5e in de acht                      | Lanz/de Jong/van Dorp/Souwer/Jorritsma/Belderbos/van Rooijen/Noort    |
| 2016 | Varese              | in de acht                         | van Dorp/Belderbos/Rustenburg/van Veen/Souwer/Lanz/van Rooijen/Noort  |
| 2016 | Luzern              | Niet deelgenomen                   | Niet deelgenomen                                                      |
| 2016 | Poznań              | in de acht                         | van Dorp/Belderbos/Jorritsma/van Veen/Souwer/Lanz/van Rooijen/Noort   |
| 2017 | Belgrado            | Niet deelgenomen                   | Niet deelgenomen                                                      |
| 2017 | Poznań              | Niet deelgenomen                   | Niet deelgenomen                                                      |
| 2017 | Luzern              | Niet deelgenomen                   | Niet deelgenomen                                                      |
| 2018 | Belgrado            | in de acht                         | Oldenburg/Rustenburg/van Veen/Clevering/Lanz/Jorritsma/Meester/Fetter |
| 2018 | Belgrado            | in de vier-zonder                  | Oldenburg/Jorritsma/Meester                                           |
| 2018 | Linz/Ottensheim     | in de acht                         | Oldenburg/Rustenburg/van Veen/Clevering/Lanz/Jorritsma/Meester/Fetter |
| 2018 | Luzern              | 4e in de acht                      | Oldenburg/Rustenburg/van Veen/Clevering/Bouw/Jorritsma/Lanz/Fetter    |
| 2019 | Plovdiv             | in de vier-zonder                  | Florijn/Clevering/Meester                                             |
| 2019 | Poznań              | Niet deelgenomen                   | Niet deelgenomen                                                      |
| 2019 | Rotterdam           | 5e in de vier-zonder               | Florijn/Clevering/Meester                                             |
| 2020 | Sabaudia            | Afgelast vanwege de coronapandemie | Afgelast vanwege de coronapandemie                                    |
| 2020 | Varese              | Afgelast vanwege de coronapandemie | Afgelast vanwege de coronapandemie                                    |
| 2020 | Luzern              | Afgelast vanwege de coronapandemie | Afgelast vanwege de coronapandemie                                    |
| 2021 | Zagreb              | Niet deelgenomen                   | Niet deelgenomen                                                      |
| 2021 | Luzern              | Niet deelgenomen                   | Niet deelgenomen                                                      |
| 2021 | Sabaudia            | in de vier-zonder                  | Florijn/Clevering/Meester                                             |

### Europees olympisch kwalificatietoernooi
| Jaar | Plaats | Resultaten                                                           | Teamgenoten                                                          |
| ---- | ------ | -------------------------------------------------------------------- | -------------------------------------------------------------------- |
| 2012 | Luzern | in de dubbel-twee                                                    | Janssen                                                              |
| 2016 | Luzern | in de acht                                                           | van Dorp/Souwer/Rustenburg/van Veen/Belderbos/Lanz/van Rooijen/Noort |
| 2021 | Varese | Niet deelgenomen, reeds gekwalificeerd voor de OS in de vier-zonder. | Niet deelgenomen, reeds gekwalificeerd voor de OS in de vier-zonder. |

### Wereldkampioenschappen onder 23
| Jaar | Plaats    | Resultaten           | Teamgenoten                                                                 |
| ---- | --------- | -------------------- | --------------------------------------------------------------------------- |
| 2010 | Brest     | 5e in de vier-zonder | van Velthuijsen/Schoo/Ettema                                                |
| 2011 | Amsterdam | in de twee-zonder    | Janssen                                                                     |
| 2011 | Amsterdam | DNS in de acht       | Wielaard/van Geffen/Verburgh/de Boer/Rustenburg/Janssen/Boers/van der Graaf |

### Overige resultaten
- 2015:  Bled International Regatta - twee-zonder - Olivia van Rooijen